# Reynoir Casimir
Pour les articles homonymes, voir Casimir.
Irene Reynoir Casimir dit Négoce, né le 28 juin 1949 à Baie-Mahault et mort le 2 décembre 2017 à Petit-Canal, est un accordéoniste français du groupe Négoce Et Signature.

## Biographie
Reynoir Casimir est né dans une famille de musiciens, il reprendra le surnom de son père, Négoce, à la mort de celui. Négoce joue du quadrille dit au commandement. 
En 2014, il reçoit un Elwa d'or, pour l'ensemble de sa carrière.